# 비지오 (기업)
비지오(영어: Vizio Inc.)는 캘리포니아주 어바인에 본사를 둔 가전 제품을 만드는 미국의 기업이다. 2002년 10월에 설립된 비상장 회사인 Vizio는 TV와 사운드바 등의 전자기기 제조 회사이며, 자체 스트리밍 서비스인 SmartCast를 제공한다.